# بيروب
البيروب هو نوع من العقيق الأحمر قاني اللون.

## الأسماء المرادفة
Magnisium Aluminum Silicate ; Carrisorb ; Gelsorb ; magnesium aluminum silicate , colloidal ; magnesium aluminum silicate , complex colloidal ; Veegum.

## الاستخدام الصيدلاني
عامل مدمص، عامل مثبت، عامل معلق، مفكك في المضغوطات والمحافظ، رابط في المضغوطات، عامل رافع للزوجة .
لقد استخدم منذ عدة سنوات المضغوطات والمراهم والكريمات حيث يعد عاملاً معلقاً ومثبتاً في الأشكال الصيدلانية الموضعية والفموية، إما وحده أو بالمشاركة مع عامل معلق آخر . وقد وجد أن لزوجة المعلقات المائية تزداد بشكل ملحوظ إذا استخدم عامل معلق آخر مثل صمغ الكسانتين حيث يعود ذلك للتأثير المتآزر للعاملين المعلقين أما في المضغوطات فقد استخدم كعامل رابط ومفكك في الأشكال ذات التفكك العالي أو البطيء .
قد يتسبب هذا المركب بمشاكل في التوافر الحيوي لبعض المواد الدوائية .

## التأثير على صحة الجسم
تم تصنيف سليكات المغنيسيوم والألومنيوم من فئة المواد غير السامة وغير المخرشة عند إعطائها في المستويات المسموحة كسواغ في الأشكال الصيدلانية حيث أعطت دراسات الإطعام شبه الحاد للحيوانات (الفئران والكلاب) وارد غذائي يحوي على سليكات المغنيسيوم والألومنيوم بنسبة 10% وذلك لمدة 90 يوم نتائج سلبية بعد تشريح الجثة وفحوص الأمراض المختلفة.
			LD50 (rat,oral)> 16 g/kg

## سلامة الاستعمال
تختلف الاحتياطات المتبعة أثناء التعامل مع سليكات المغنيسيوم والألومنيوم وفقاً للظروف والكميات المستعملة حيث يُنصح بوقاية الأعين واستعمال القفازات ويجب تأمين تهوية جيدة وتقليل غبار المادة قدر الإمكان.

## التنافرات
وفقاً لطبيعته الداخلية فإن سيليكات الألمينيوم والمغنيزيوم لها بضع تنافرات، لكنها غير مناسبة من أجل المحاليل الحمضية التي درجة حموضتها تحت PH=3.5 إن سيلكات المغنيزيوم والألمينيوم.

## قراءة إضافية
- STEHLÍKOVÁ, Dana: The Bohemian Garnet, 1. Aufl. Nationalmuseum Prague 2003; 2.Aufl., Prague - Cedar Rapids (Iowa) 2004